# Telmatoscopus lacteitarsis
Telmatoscopus lacteitarsis är en tvåvingeart som beskrevs av Enrico Adelelmo Brunetti 1908. Telmatoscopus lacteitarsis ingår i släktet Telmatoscopus och familjen fjärilsmyggor. Inga underarter finns listade i Catalogue of Life.